# ميشيل بينسو
ميشيل بينسو (بالفرنسية: Michel Pinseau)‏ ( 1924 - 15 شتنبر 1999 ) هو مهندس فرنسي. عرف بإشرافه على بناء أكبر صومعة في العالم بمسجد الحسن الثاني في الدارالبيضاء بالمغرب .

## حياته
بينسو هو خريج المدرسة الوطنية العليا للفنون الجميلة ب باريس سنة 1956 . عمل على عدد من المشاريع في العاصمة الفرنسية من بينها إقامات سكنية بشارع الشانزلزيه.